# Cacteae
Cacteae är en tribus inom underfamiljen Cactoideae i familjen kaktusar, och består av 26 släkten. Några av dessa släkten är:
- Acharagma
- Ariocarpus
- Astrophytum
- Aztekium
- Coryphantha
- Echinocactus
- Epithelantha
- Escobaria
- Ferocactus